# Ливија Јарока
Ливија Јарока (мађ. Járóka Lívia; рођена 6. октобра 1974) је мађарска политичарка и посланица у Европском парламенту од 2004. године као прва Ромкиња икада изабрана и други Ром после Хуана де Диоса Рамиреза Хередиа.

## Биографија
Рођена је 6. октобра 1974. у Тати, одрасла је у Шопрону. Њен отац је по националности Ром, а мајка Мађар. Након што је магистрирала социологију на Варшавском кампусу Централноевропског универзитета уз стипендију Фонда за отворено друштво наставила је да студира антропологију у Уједињеном Краљевству фокусирајући се на ромска питања и културу. У августу 2003. је добила ћерку, а сина 2007. године. Докторирала је 2012. социјалну антропологију на Лондонском универзитетском колеџу. Њена странка ју је критиковала због апологетике третмана Рома у Мађарској. Одбила је да критикује кампању против Џорџа Сороса и нападе странке на њен Централноевропски универзитет. Од 2004. године је посланица у Европском парламенту, као прва Ромкиња икада изабрана, 2014. се повукла са те позиције али се вратила 15. септембра 2017. када је изабрана за потпредседницу, као и 3. јула 2019. Члан је Комитета за женска права равноправност полова, Делегације за односе са Јужном Африком, фонда за образовање Рома, групе високог нивоа програма ромске дипломатије и европске канцеларије за информисање Рома. Бивши је члан одбора Института за отворено друштво и програма стипендирања Рома Меморијал универзитета. Заменица је Одбора за запошљавање и социјална питања, као и Делегације за односе са Корејским полуострвом.

## Истраживања
- Мај 1998 — мај 2001: Социолошко истраживање међу ромским ученицима Гимназије Гандхи, Мађарска
- Септембар 2000 — април 2002: Етнографско теренско истраживање асимилационих тенденција Рома у Мађарској
- 2000 — 2003: Универзитетски колеџ у Лондону, докторско истраживање о етничким односима и економији, идентитету и радикализацији у културној саморепрезентацији младих Рома у Осмом округу у Будимпешти

## Награде
- Млади глобални лидер 2006. од стране Форума младих глобалних лидера и Светског економског форума[8]
- Награда за члана Европског парламента 2006. и 2013. у категорији Правосуђе и основна права[9]
- Награда румунског Министарства спољних послова за социјалну интеграцију мањина 2010.
- Председнички орден за заслуге Мађарске за изузетан рад током председништва Савета Европске уније 2011.[6]
- Награда Свети Адалберт Мађарске асоцијације хришћанских интелектуалаца 2011.
- Награда Fundación Secretariado Gitano 2012.[10]